# کایسا اندرسون
کایسا اندرسون (انگلیسی: Cajsa Andersson؛ زادهٔ ۱۹ ژانویهٔ ۱۹۹۳) بازیکن فوتبال اهل سوئد است.
از باشگاه‌هایی که در آن بازی کرده‌است می‌توان به باشگاه فوتبال لینشوپینگ اشاره کرد.